# Vinko Golob
Vinko Golob (Bileća, 22 aprile 1921 – 5 settembre 1995) è stato un calciatore jugoslavo, dal 1992 al 1995 bosniaco, di ruolo attaccante.

## Palmarès

### Club

#### Competizioni nazionali
- Serie C: 1

Vigevano: 1951-1952
- Campionato dello Stato Indipendente di Croazia: 1

Concordia Zagabria: 1942